# Stout (Iowa)
Stout és una població dels Estats Units a l'estat d'Iowa. Segons el cens del 2000 tenia 217 habitants.

## Demografia
Segons el cens del 2000, Stout tenia 217 habitants, 75 habitatges, i 60 famílies. La densitat de població era de 270,3 habitants/km².
Dels 75 habitatges en un 37,3% hi vivien nens de menys de 18 anys, en un 68% hi vivien parelles casades, en un 9,3% dones solteres, i en un 18,7% no eren unitats familiars. En el 14,7% dels habitatges hi vivien persones soles el 9,3% de les quals corresponia a persones de 65 anys o més que vivien soles. El nombre mitjà de persones vivint en cada habitatge era de 2,89 i el nombre mitjà de persones que vivien en cada família era de 3,23.
Per edats la població es repartia de la següent manera: un 31,3% tenia menys de 18 anys, un 8,8% entre 18 i 24, un 26,7% entre 25 i 44, un 18% de 45 a 60 i un 15,2% 65 anys o més.
L'edat mediana era de 34 anys. Per cada 100 dones de 18 o més anys hi havia 101,4 homes.
La renda mediana per habitatge era de 40.781 $ i la renda mediana per família de 41.042 $. Els homes tenien una renda mediana de 28.958 $ mentre que les dones 23.750 $. La renda per capita de la població era de 12.504 $. Entorn del 8,5% de les famílies i el 12,5% de la població estaven per davall del llindar de pobresa.

## Poblacions més properes
El següent diagrama mostra les poblacions més properes.